# Stallhof
Stallhof est une ancienne commune autrichienne du district de Deutschlandsberg en Styrie.